# چیتا (کمیک)
چیتا (به انگلیسی: Cheetah) عنوان چندین شخصیت خیالی ابرشرور در کتاب‌های کامیک آمریکایی منتشر شده توسط دی‌سی کامیکس است که اغلب به عنوان دشمن شخصیت ابرقهرمان واندر وومن به‌شمار می‌رود. این شخصیت برای اولین بار در شمارهٔ ۶ از نخستین مجموعه زن شگفت‌انگیز (اکتبر ۱۹۴۳)، به نویسندگی ویلیام مولتن مارستون، خالق شخصیت واندر وومن، حضور پیدا کرد. تا کنون چهار برداشت متفاوت از شخصیت چیتا وجود داشته‌است: پریسیلا ریچ (چیتای عصر طلا و نقره)، دبورا دومن (چیتای عصر برنز)، باربارا آن مینروا (چیتای کنونی) و سباستین بالستروس (شخصیتی مرد که به شکل خلاصه نقش شخصیت چیتا را در سال ۲۰۰۱ به عهده گرفت).
کریستن ویگ در فیلم زن شگفت‌انگیز ۱۹۸۴ (۲۰۲۰) وظیفه بازی در این نقش را بر عهده دارد. این اولین حضور رسمی این شخصیت در یک فیلم سینمایی محسوب می‌شود.

## زندگینامه ساختگی شخصیت

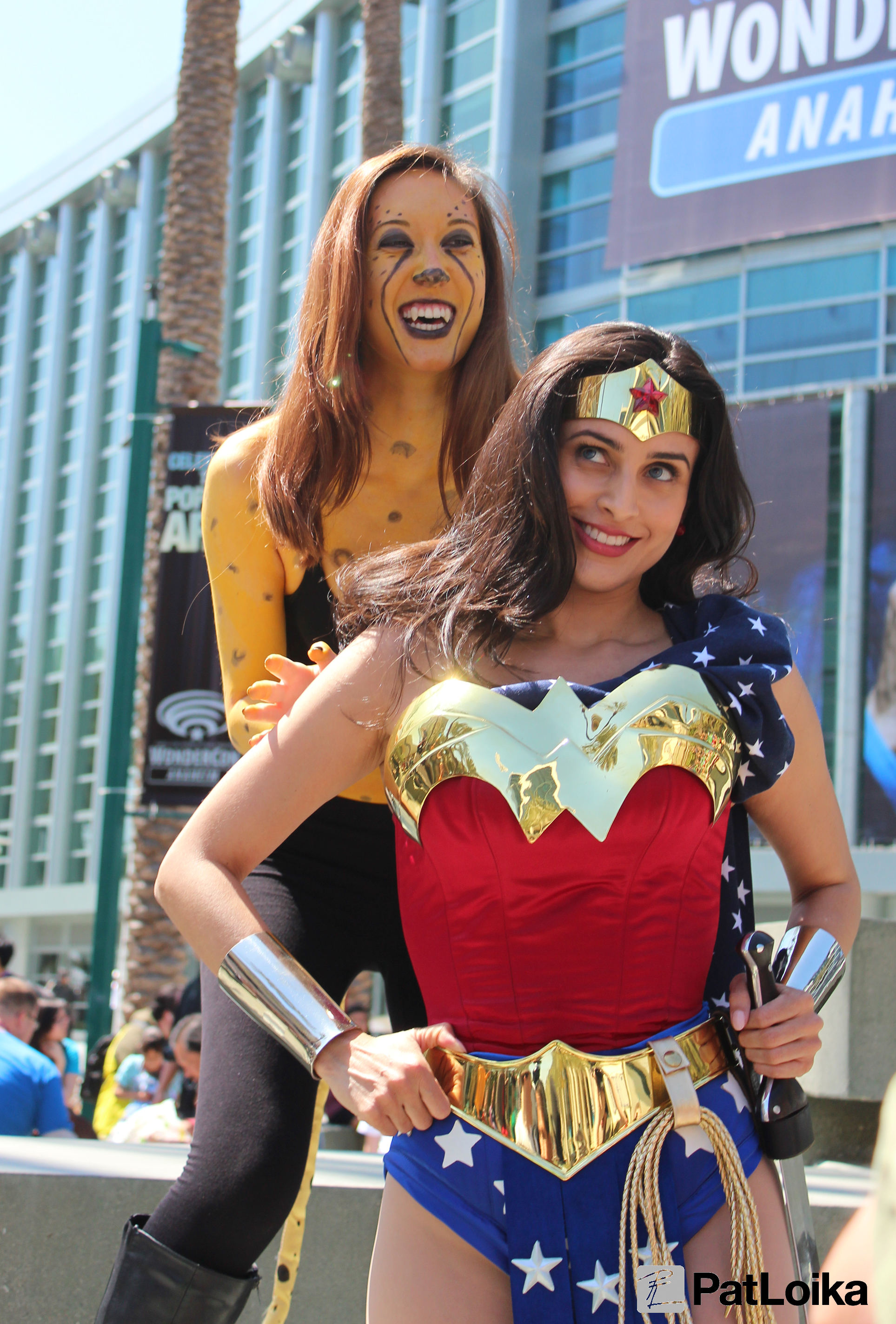
کاسپلی واندر وومن

### پرسیلا ریچ
پرسیلا ریچ نخستین زنی است که تبدیل به شخصیت چیتا شده‌است، یک زن بلوند از واشینگتن، دی.سی. در دهه ۱۹۴۰ (میلادی) که در خانواده‌ای ثروتمند به دنیا آمده‌است. او دچار بیماری تجزیه هویت بود و به واندر وومن حسادت می‌کرد. یک روز او رو به روی آینه اش نشسته بود که ناگهان خودش را با لباس چیتا دید و تصمیم گرفت با لباس چیتا، دست به جرم و جنایت بزند. او خالهٔ دبورا دومِن (دومین چیتا) است. پرسیلا سرانجام بر اثر بیماری درگذشت.
او در فصل سوم کارتون اَبَر دوستان نیز به عنوان یکی از شروران اصلی، حضور داشت.

### دبورا دومن
دبورا «دبی» دومن به عنوان خواهرزاده پریسیلا ریچ معرفی شد. دبی، یک دختر دم بخت زیبا است که از روش پرورش ثروتمندانه خود ابراز پشیمانی می‌کند و تصمیم می‌گیرد یک فعال محیط زیست شود، پس با زن شگفت‌انگیز ملاقات کرده و با او دوست می‌شود. کمی بعد در همان روز، دبی به عمارت خاله اش پرسیلا فرا خوانده می‌شود و او را در حالی پیدا می‌کند که بر اثر بیماری از پای درآمده است. پس از مرگ پرسیلا ریچ، عاملین کبرا دبورا را دستگیر کرده و او را همراه با لباسی شبیه به چیتا به مقر فرماندهی کبرا منتقل کردند، جایی که کبرا از او سوأل کرد: «تو دربارهٔ زندگی مخفی خاله ات چیزی نمی‌دانی، درسته؟ خوب تو مطلع خواهی شد ــ از آنجایی که ما نمی‌توانیم چیتای اصلی را در اختیار داشته باشیم، تصمیم به بازآفرینی گرفتیم، و تو خانم دومن آن بازآفرینی ما هستی». کبرا دبی را شکنجه و شستشوی مغزی می‌دهد و سپس نسخهٔ جدیدی از لباس چیتا را برایش فراهم می‌کند.
دبی همچنین به عنوان یکی از اعضای انجمن سری ابرشروران در حین درگیری با لیگ عدالت و جامعه عدالت آمریکا فعالیت می‌کند.

### باربارا ان مینروا
سومین چیتا، باستان‌شناس بریتانیایی دکتر باربارا ان مینروا است. او وارث دارایی‌های زیاد خانواده‌اش در ناتینگهام‌شر است. خوی جاه طلب، خودخواهانه و بشدت عصبی او باعث می‌شود به باستان‌شناسی علاقه‌مند شده و نهایتاً سراغ قبیله‌ای در آفریقا می‌رود. آن قبیله یک نگهبان زن با قدرت‌های یک چیتا دارد. گروهی غارتگر، این نگهبان و اکثر افرادش را می‌کشند. باربارا با کمک کشیش چوما (محافظ خدای گیاه باستانی اورزکارتاگا) نامیرا شده و جای نگهبان سابق را می‌گیرد. او با خوردن ترکیبی از خون انسان و توت‌ها یا برگ‌های اورزکارتاگا قدرت می‌گیرد و درنتیجه پوستی نارنجی با نقطه‌های سیاه، دم و چنگال، حواس و واکنش‌های فراانسانی بدست می‌آورد. میزبان شخصیت چیتا باید باکره باشد ولی مینروا اینطور نیست و دگرپیکری او نیمی نفرین و نیمی سعادت است. درواقع او در حالت انسانی درد شدید و ناتوانی جسمی را تجربه می‌کند و درحالت حیوانی خود، تشنه خون می‌شود.
این چیتا پیش از ظهور پس از بحران واندر وومن فعال می‌شود و در ماجراهای بتمن: پیروزی تاریک و زن گربه‌ای: در رم با زن گربه‌ای رودررو می‌شود.
این نسخه از چیتا نخستین بار زمانی وارد دنیای زن شگفت‌انگیز می‌شود که باربارا می‌فهمد پرنسس دایانا کمند حقیقت را با خود دارد. او بعنوان یک باستان‌شناس به کمند چشم طمع پیدا کرده و می‌خواهد آن را به مجموعه وسایل تاریخیش اضافه کند. اول سعی می‌کند از در نیرنگ وارد شده و ادعا می‌کند که کمند از چیزی تحت عنوان کمربند طلایی جیا ساخته شده‌است. متأسفانه بااینکه مینروا موفق به گرفتن کمند می‌شود، ولی برای استفاده از قدرت جادوییش باید خودش هم اهداف حقیقی خود را فاش کند. دایانا که از این خیانت ناراحت است، کمند را پس گرفته و با گریه به خانه برمی‌گردد. مینروا که در این راه شکست خورده، در قالب چیتا به آمازون‌ها حمله می‌کند تا کمند را بدزدد. مبارزه اولیه آن‌ها به نتیجه‌ای نمی‌رسد و دوست دایانا، جولیا کاپاتلیس، به چیتا شلیک می‌کند و او مجبور به عقب‌نشینی می‌شود.
کم‌کم علاقه باربارا به کمند کم شده و به سراغ پیشی گرفتن از دایانا می‌رود تا مرهمی بر غرور آسیب دیده‌اش بگذارد. رقابت بین چیتا و زن شگفت‌انگیز ادامه می‌یابد ولی در طول یک ماجراجویی در کشور بالکان پن بلگراویا، زن شگفت‌انگیز جان پیتا را نجات می‌دهد. دیکتاتور این کشور، بارون وان نسترید، به دلایل نامعلوم می‌خواهد یک زن فراانسانی قدرتمند را اسیر کند تا به شیطانی به نام درکس کمک کند. آن‌ها می‌خواهند از بدن زن اسیر به عنوان بعد جایگزین عروس درکس، یعنی برماگوکس استفاده می‌کنند. وقتی بارون به همین قصد چیتا را اسیر می‌کند، زن شگفت‌انگیز به آن کشور رفته و نجاتش می‌دهد. در آخرین لحظه، وقتی برمارگوکس می‌خواهد وارد زمین شود، باربارا خودش از دروازه عبور کرده، آن را می‌بندد. او در این بعد شیطانی گیر می‌افتد تا اینکه جولیانا سازیا (سردسته اوباش بوستون) دانشمندانی را وادار می‌سازد دروازه را باز کنند و باربارا را نجات دهند. اما بعداً باربارا به جولیانا خیانت کرده و وقتی زن شگفت‌انگیز در جنگ بین پاولی بلگراویا و جولیانا سازیا در بوستون گیر کرده، به زن شگفت‌انگیز کمک می‌کند. حالا که دِینش را به زن شگفت‌انگیز ادا کرده، هر وقت به نفعش باشد از او دفاع می‌کند.
سباستین بالستروس، اورزکارتاگا را متقاعد می‌کند که او چیتای بهتری نسبت به باربارا خواهد بود و مینروا در دوره کوتاهی قدرت‌هایش را به سباستین می‌دهد. مینروا بعداً بالستروس را کشته و قدرت‌هایش را پس می‌گیرد.
علی‌رغم تعلق خاطر و وفاداری شدید مینروا به اورزکارتاگا، گاهی رابطه‌شان به تیرگی کشیده می‌شود. یک بار، وقتی مینروا وارد قالب چیتا می‌شود، این خدای باستانی اجازه تغییر شکل به یکی از دستان او نمی‌دهد و بدین شکل او را تنبیه می‌کند. اگرچه ظاهراً این دست همچنان به اندازه بقیه بدن او قدرتمند و مرگ بار است. با کمک زوم، مینروا سطح دویدن خود را ارتقا می‌بخشد. برای این کار، پریسیلا ریچ (که قبلاً از نام مستعار چیتا استفاده می‌کرده) را می‌کشد تا در بینش روانشناختی زوم، عنوان چیتای حقیقی را کسب کند. آن‌ها بعداً به آخرین انجمن سری ابرشروران می‌پیوندند و با اینکه زوم هنوز خودش را متأهل می‌داند، با چیتا وارد رابطه جنسی می‌شود.
در داستان «یک سال بعد» کیرکه جادوگر مینروا را طلسم می‌کند تا تغییر قالبش به اختیار خودش باشد؛ اگرچه همچنان در هردو حالت توانایی‌های چیتا را دارد. مینروا سه چیتای واقعی را کنترل کرده و هنوز سرعت ماورایی خود را دارد و چندین بار در مبارزه، کمند طلایی را از دانا تروی می‌دزدد. بعدها در لیگ عدالت آمریکا ویژه عروسی او را می‌بینیم که همراه با لکس لوتر و جوکر، یک لیگ بی‌عدالتی جدید را تشکیل می‌دهد. او در مجموعه محدود تلاش رستگاری نیز ظاهر می‌شود. بعدها در بحران نهایی: مقاومت به نیروهای مات می‌پیوندد تا درمقابل دارک‌ساید طغیان کند و مدت کوتاهی با اسنپر کار رابطه برقرار می‌کند. در داستان زن شگفت‌انگیز، مشخص می‌شود که باربارا قدرتی است که پشت انجمن سری قرار گرفته و مسئول خلق جنوساید است. او کاری می‌کند که متحدش دکتر سایکو جای سارج استیل را بگیرد و رئیس دپارتمان امور فرا انسان‌ها شود.